# Teresa Leger Fernandez
Pour les articles homonymes, voir Léger et Fernández.
Teresa Leger Fernandez, née le 1er juillet 1959 à Las Vegas (Nouveau-Mexique), est une femme politique américaine. Membre du Parti démocrate, elle est élue du 3e district congressionnel du Nouveau-Mexique à la Chambre des représentants des États-Unis depuis 2021,.

## Jeunesse et éducation
Teresa Leger Fernandez est née à Las Vegas, dans le nord du Nouveau-Mexique. Sa mère est institutrice et son père, Ray Leger, un vétéran de la Seconde Guerre mondiale devenu lui aussi instituteur, élu au Sénat du Nouveau-Mexique de 1973 à 1980. Ensemble, ils promeuvent le bilinguisme.
Après avoir obtenu son diplôme de la West Las Vegas High School (dans le district scolaire où son père officie comme surintendant), Leger Fernandez obtient un baccalauréat ès arts de l'université Yale et un doctorat en droit de la Stanford Law School (en).

## Carrière

### Carrière privée et premiers engagements publics
Après avoir obtenu son diplôme de la faculté de droit, Leger Fernandez retourne au Nouveau-Mexique pour travailler comme avocate, spécialisée dans le renforcement de la communauté et la défense des tribus. Leger Fernandez fréquente la Maison-Blanche au titre des White House Fellows sous l'administration Clinton et siège ensuite au Conseil consultatif sur la préservation historique sous l'administration Obama,. Elle travaille également comme agent de liaison entre le Bureau de la Maison-Blanche et le département du Logement et du Développement urbain.
Pendant 30 ans, Teresa Leger Fernandez dirige Leger Law and Strategy, LLC à Santa Fe, au Nouveau-Mexique. L'entreprise se concentre sur le développement communautaire, le plaidoyer tribal, les droits civils et la justice sociale,. En 2017, Leger Fernandez mène avec succès une requête pour mettre en œuvre le vote par choix hiérarchisé lors des élections municipales de Santa Fe.

### Représentante des États-Unis pour le Nouveau-Mexique

#### Élections de 2020
Après que le représentant sortant Ben Ray Luján ait annoncé qu'il ne se présenterait pas à sa réélection en 2020 afin de se porter candidat au Sénat des États-Unis, Teresa Leger Fernandez annonce sa candidature pour lui succéder. Lors de la primaire démocrate, elle affronte six opposants, dont le représentant d'État Joseph L. Sanchez et Valerie Plame, une autrice et ancienne officier de la CIA. Au cours de la primaire, Leger Fernandez est critiquée pour des publicités contre Plame, dont une contenant des croix gammées superposées aux yeux de Plame, une référence aux commentaires passés de Plame perçus comme antisémites. Elle nie ensuite toute implication dans les publicités. Elle est également critiquée pour des groupes dits d'« argent noir » qui ne divulguent pas leurs donateurs. En réponse, Leger Fernandez note que sa campagne n'a aucun lien avec les publicités ou les groupes qui les parrainent et dénonce ces groupes. Elle s'engage à soutenir une réforme du financement des campagnes.
Au cours de la campagne, elle est soutenue par la représentante fédérale Deb Haaland, EMILY's List et The Santa Fe New Mexican,. Progressiste, sa candidature est également approuvée par le Working Families Party, la sénatrice fédérale Elizabeth Warren et la représentante fédérale Alexandria Ocasio-Cortez. Leger Fernandez se classe finalement première de la primaire avec 42,8 % des voix.
Aux élections de novembre, Leger Fernandez bat le candidat républicain Alexis Johnson avec 58,7 % des voix. Elle prend ses fonctions le 3 janvier 2021,.

#### Premier mandat
Le 19 décembre 2020, Leger Fernandez est sélectionnée pour siéger à la commission de la Chambre des représentants sur l'éducation et le travail et celle sur les ressources naturelles.

## Positions politiques
Leger Fernandez plaide pour un « New Mexico Green New Deal », « Medicare For All » (une assurance-santé gouvernementale élargie), une transition de la fracturation vers l'énergie verte et une interdiction de la vente de carabines semi-automatiques de style militaire. Elle soutient également une réforme globale de l'immigration et l'adoption de la loi DREAM.

## Vie privée
Leger Fernandez et son mari, Luis Fernandez, ont trois fils.